# Arnaud Assoumani
Arnaud Assoumani (Orsay, 4 settembre 1985) è un atleta paralimpico francese, specializzato nei salti in estensione e nella velocità nella categoria T47. Ha rappresentato la delegazione francese a cinque edizioni consecutive dei Giochi paralimpici estivi, laureandosi campione nel salto in lungo a Pechino 2008. Il 22 gennaio 2011 a Christchurch, in Nuova Zelanda, grazie alla misura di 7,58 m, ha realizzato il record mondiale nel salto in lungo T46/47.

## Palmarès
| Anno | Manifestazione       | Sede           | Evento             | Risultato | Prestazione | Note |
| ---- | -------------------- | -------------- | ------------------ | --------- | ----------- | ---- |
| 2004 | Giochi paralimpici   | Atene          | Salto in lungo T46 | Bronzo    |             |      |
| 2006 | Mondiali paralimpici | Assen          | Salto in lungo T46 | Oro       |             |      |
| 2008 | Giochi paralimpici   | Pechino        | Salto in lungo T46 | Oro       |             |      |
| 2011 | Mondiali paralimpici | Christchurch   | 100 m T46          | Bronzo    |             |      |
| 2011 | Mondiali paralimpici | Christchurch   | Salto in lungo T46 | Oro       |             |      |
| 2012 | Giochi paralimpici   | Londra         | Salto in lungo T46 | Argento   |             |      |
| 2012 | Giochi paralimpici   | Londra         | Salto triplo T46   | Argento   |             |      |
| 2013 | Mondiali paralimpici | Lione          | Salto in lungo T46 | Bronzo    |             |      |
| 2016 | Giochi paralimpici   | Rio de Janeiro | Salto in lungo T46 | Bronzo    |             |      |
| 2017 | Mondiali paralimpici | Londra         | Salto in lungo T46 | Argento   |             |      |
| 2021 | Giochi paralimpici   | Tokyo          | Salto in lungo T46 | 6º        | 6,89 m      |      |